# Susanthika Jayasinghe
Susanthika Jayasinghe (ur. 17 grudnia 1975 w Atnawala w Sri Lance) – lankijska sprinterka specjalizująca się w biegach na 100 i 200 m. Trzykrotna olimpijka (1996, 2000, 2008), w tym srebrna medalistka igrzysk z Sydney, a także dwukrotna medalistka mistrzostw świata.
W kwietniu 1998 kontrola antydopingowa wykryła w jej organizmie obecność sterydu anabolicznego – nandrolonu. Rodzimy związek lekkoatletyczny oczyścił ją z zarzutów.

## Osiągnięcia sportowe

### Igrzyska olimpijskie
| Miejsce | Dzień       | Rok  | Miejscowość | Konkurencja   | Czas biegu | Strata   | Zwycięzca              |
| ------- | ----------- | ---- | ----------- | ------------- | ---------- | -------- | ---------------------- |
| 2.      | 28 września | 2000 | Sydney      | bieg na 200 m | 22,28 s    | + 0,01 s | Pauline Davis-Thompson |

### Mistrzostwa świata
| Miejsce | Dzień       | Rok  | Miejscowość | Konkurencja        | Czas biegu | Strata   | Zwycięzca               |
| ------- | ----------- | ---- | ----------- | ------------------ | ---------- | -------- | ----------------------- |
| 2.      | 8 sierpnia  | 1997 | Ateny       | bieg na 200 m      | 22,39 s    | + 0,07 s | Żanna Pintusewicz-Block |
| 8.      | 11 sierpnia | 2001 | Edmonton    | sztafeta 4 x 100 m | 43,89 s    | + 1,57 s | Niemcy                  |
| 3.      | 31 sierpnia | 2007 | Osaka       | bieg na 200 m      | 22,63 s    | + 0,82 s | Allyson Felix           |

### Mistrzostwa Azji
| Miejsce | Dzień       | Rok  | Miejscowość | Konkurencja        | Czas biegu | Strata   | Zwycięzca   |
| ------- | ----------- | ---- | ----------- | ------------------ | ---------- | -------- | ----------- |
| 2.      | -           | 1995 | Dżakarta    | bieg na 100 m      | 11,37 s    | + 0,01 s | Cui Danfeng |
| 1.      | -           | 1995 | Dżakarta    | bieg na 200 m      | 23,00 s    | -        | -           |
| 1.      | 10 sierpnia | 2002 | Kolombo     | bieg na 100 m      | 11,29 s    | -        | -           |
| 4.      | 10 sierpnia | 2002 | Kolombo     | sztafeta 4 x 100 m | 45,05 s    | + 1,11 s | Chiny       |
| 1.      | 12 sierpnia | 2002 | Kolombo     | bieg na 200 m      | 22,84 s    | -        | -           |
| 1.      | 26 lipca    | 2007 | Amman       | bieg na 100 m      | 11,19 s    | -        | -           |
| 1.      | 28 lipca    | 2007 | Amman       | bieg na 200 m      | 22,99 s    | -        | -           |

### Igrzyska Wspólnoty Narodów
| Miejsce | Dzień    | Rok  | Miejscowość | Konkurencja        | Czas biegu | Strata   | Zwycięzca                |
| ------- | -------- | ---- | ----------- | ------------------ | ---------- | -------- | ------------------------ |
| 4.      | 27 lipca | 2002 | Manchester  | bieg na 100 m      | 11,08 s    | + 0,17 s | Debbie Ferguson-McKenzie |
| 6.      | 31 lipca | 2002 | Manchester  | sztafeta 4 x 100 m | 44,25 s    | + 1,81 s | Bahamy                   |

### Halowe mistrzostwa świata
| Miejsce | Dzień    | Rok  | Miejscowość | Konkurencja   | Czas biegu | Strata   | Zwycięzca       |
| ------- | -------- | ---- | ----------- | ------------- | ---------- | -------- | --------------- |
| 4.      | 10 marca | 2001 | Lizbona     | bieg na 200 m | 23,24 s    | + 0,60 s | Juliet Campbell |

## Rekordy życiowe
- bieg na 100 m - 11,04 (2000) rekord Sri Lanki
- bieg na 200 m - 22,28 (2000) rekord Sri Lanki

## Rekordy życiowe (hala)
- bieg na 50 m - 6,31 (2001) rekord Azji
- bieg na 60 m - 7,09 (1999) rekord Azji
- bieg na 200 m - 22,99 (2001) rekord Azji